# Roman Ingarden
Roman Witold Ingarden (5 de febrero de 1893 en Cracovia - 14 de junio de 1970 en esa misma ciudad) fue un filósofo, ontólogo y teórico literario polaco usualmente asociado a la corriente fenomenológica. Es reconocido por algunos estudiosos como «el padre de la estética de la recepción».
Ingarden estudió filosofía y matemáticas en la universidad de Lvov en Polonia y posteriormente en Alemania, teniendo a Kazimierz Twardowski y a Edmund Husserl como maestros respectivamente. Fue alumno de Edmund Husserl tanto en Gotinga como en Friburgo, siendo Ingarden sumamente destacado en sus estudios. Gran parte de su trabajo fue realizado en vísperas, durante o en el periodo de posguerra de la Segunda Guerra Mundial, por lo que sus obras no fueron populares hasta la década de lo sesenta, cuando se iniciaron las traducciones del polaco a otras lenguas.
Sus trabajos La obra de arte literaria y La comprehensión de la obra de arte literaria forman una teoría literaria que, fundamentada en el método fenomenológico propuesto por Husserl, propone una forma de abordar las obras y entender la intención significativa que estas llevan. Cabe destacar el uso de conceptos como «intención significativa», «aprehensión del signo», «lectura pasiva y activa» y «concretización» dentro de su obra.
Su obra Der Streit um die Existenz der Welt (La controversia acerca de la existencia del mundo) fue un libro de ontologia realista, en tres volúmenes, publicados entre 1964 y 1965. Afirmó que el mundo real no puede ser reducido al mero correlato de actos intencionales y se necesita admitir la existencia de objetividades autónomas que poseen un modo de ser independiente de la consciencia.
También publicó trabajos de estética sobre música, drama, cine, arquitectura y pintura.

## Obras

### Obras en alemán
- Intuition und Intellekt bei Henri Bergson, Halle: Max Niemeyer, 1921
- Essentiale Fragen. Ein Beitrag zum Problem des Wesens, Halle: Max Niemeyer, 1925
- Das literarische Kunstwerk. Eine Untersuchung aus dem Grenzgebiet der Ontologie, Logik und Literaturwissenschaft, Halle: Max Niemeyer, 1931
- Untersuchungen zur Ontologie der Kunst: Musikwerk. Bild. Architektur. Film, Tübingen: Max Niemeyer, 1962
- Der Streit um die Existenz der Welt, Bd. I, II/I, II/2. Tübingen: Max Niemeyer, 1964
- Vom Erkennen des literarischen Kunstwerks, Tübingen: Max Niemeyer, 1968
- Erlebnis, Kunstwerk und Wert. Vorträge zur Ästhetik 1937-1967, Tübingen: Max Niemeyer, 1969
- Über die Verantwortung. Ihre ontischen Fundamente, Stuttgart: Reclam, 1970
- Über die kausale Struktur der realen Welt. Der Streit um die Existenz der Welt, Band III, Tübingen: Max Niemeyer, 1974

### Obras en polaco
- O poznawaniu dzieła literackiego (The Cognition of the Literary Work of Art), Ossolineum, Lwow: 1937
- O budowie obrazu. Szkic z teorii sztuki (On the Structure of Paintings: A Sketch of the Theory of Art), Rozprawy Wydziału Filozoficznego PAU Vol. LXVII, N.º 2, Kraków, 1946.
- O dziele architektury (On Architectural Works), Nauka i Sztuka, Vol. II, 1946, N.º 1, pp. 3-26, y N.º 2, pp. 26-51.
- Spór o istnienie Świata (Controversy over the Existence of the World), PAU, Vol. I, Kraków: 1947, Vol. II, Kraków, 1948
- Szkice z filozofii literatury (Sketches on the Philosophy of Literature), Vol. 1, Spółdzielnia wydawnicza “Polonista,” Łódz, 1947
- Elementy dzieła muzycznego (The Elements of Musical Works), Sprawozdania Towarzystwa Naukowego w Toruniu, Vol. IX, 1955, Nos. 1-4, pp. 82-84
- Studia z estetyki (Studies in Aesthetics), PWN, Vol. I Warszawa, 1957, Vol. II, Warszawa, 1958
- O dziele literackim (On Literary Works). PWN, Warszawa, 1960
- Przeżycie - dzieło - wartość (Experience - Work of Art - Value). WL, Kraków, 1966
- Studia z estetyki Tom III (Studies in Aesthetics, Vol. III), PWN, Warszawa, 1970
- U podstaw teorii poznania (At the Foundations of the Theory of Knowledge), PWN, Warszawa, 1971
- Książeczka o człowieku (Little Book About Man), Wydawnictwo Literackie, Kraków, 1972.
- Utwór muzyczny i sprawa jego tożsamości (The Work of Music and the Problem of Its Identity), Wydawnictwo, Warszawa, 1966.

### Obras traducidas al español
- Ingarden, Román (2022). La controversia acerca de la existencia del mundo. I - Ontología existencial, Traducción e introducción de Javier Palacios. Madrid: Fundación Sicomoro. ISBN 978-84-125389-2-2
- Ingarden, Román (2017). Introducción en la fenomenología de Edmund Husserl. Lecciones de Oslo 1967, Traducción e introducción de Javier Palacios. Madrid: Avarigani. ISBN 978-84-945805-1-2
- Ingarden, Roman (1989). “Concreción y reconstrucción”. En Warning (ed.). Estética de la recepción, Madrid: Visor, pp. 35-53.
- Ingarden, Roman (2005). La comprehensión de la obra de arte literaria. Traducción e introducción de Gerald Nyenhuis. México: Universidad Iberoamericana.
- Ingarden, Roman (1998). La obra  de arte literaria. Traducción e introducción de Gerald Nyenhuis. México: Universidad Iberoamericana / Taurus.
- Ingarden, Roman (1976). “Valor artístico y valor estético”, Estética de H. Osborne. México: Fondo de Cultura Económica.
- Ingarden, Roman (2002). Lo que no sabemos de los valores. Ediciones Encuentro. ISBN 978-84-7490-669-1.
- Ingarden, Roman (2006). Sobre el peligro de una petitio principii en la teoría del conocimiento. Ediciones Encuentro. ISBN 978-84-7490-815-2.
- Ingarden, Roman (1997). Sobre el problema de la "relatividad" de los valores. Universidad Complutense de Madrid. ISBN 978-84-88463-20-3.
- Ingarden, Roman (1980). Sobre la responsabilidad : sus fundamentos ónticos. Dorcas. ISBN 978-84-300-2335-6.
- Ingarden, Roman (2001). Sobre la responsabilidad. Caparrós Editores. ISBN 978-84-87943-89-8.